# 손석봉
손석봉(孫石鳳, 1901년 11월 29일 ~ 1965년 10월 4일)은 대한제국 독립운동가이다.

## 생애

### 일생
경상북도 경주(慶州) 출생. 아명(兒名)은 손석만(孫石萬)이며 호(號)는 재강(梓崗)이고 그는 1919년 경상북도 대구(大邱)에서 전개된 대한 독립 만세 시위 운동에 참여하였다가 옥고를 치렀다.
경상북도 대구 지방의 만세 시위는 영남 지역 3ㆍ1 운동의 효시일 뿐 아니라 이후의 영남 지역 시위운동에도 지대한 영향을 미쳤다.
경상북도 대구 지방의 시위는 이갑성(李甲成)으로부터 독립선언서를 전달받은 남산정교회 목사 이만집(李萬集) 등에 의해 주도되었다. 3월 2일 선언서를 전해받은 이만집은 김태련(金兌鍊), 김영서(金永瑞) 등과 함께 거사를 논의하고 오는 3월 8일의 서문외 시장 장날에 시위운동을 일으키기로 계획을 세웠다. 당시 계성학교 4학년에 재학 중이던 손석봉은 심문태(沈文泰) 등 학생 대표들과 함께 만세시위 계획에 참여하여 거사를 준비하였다. 그를 비롯한 계성학교 학생들은 기숙사에서 비밀리에 태극기를 제작하였다. 마침내 3월 8일 서문외 장터에는 사전에 연락을 받은 기독교인을 비롯하여 계성학교, 대구고보, 성경학교의 학생들이 모여들었다. 이만집이 준비된 임시단상에 올라 격려연설을 한후 독립만세를 선창하였다. 이에 호응하여 학생, 시민, 장꾼 등이 독립만세를 화창하며 시위운동에 돌입하였다. 결국 일본군 기마대와 경찰이 제지하려 하였으나 1,000여 명의 군중들은 일경을 밀어제치며 돌진해갔다. 시위대는 종로통을 지나 파출소를 돌아 달성군청(達城郡廳) 앞 삼각지까지 행진하였다. 이때 대구 주둔 일본군 80연대의 무력진압으로 많은 인사들이 부상을 당하고 시위대는 결국 해산당하고 말았다.
그는 이 일로 인하여 체포되어 1919년 4월 18일 대구지방법원에서 소위 보안법으로 징역 6월을 받아 옥고를 치렀다. 그 후 경상북도 경주 지방에서 8·15 광복을 목도하여 1946년 9월에서부터 1948년 9월까지 한국독립당 당무위원 직위를 잠시 지냈다.

## 학력
- 경상북도 대구 계성고등보통학교 중퇴 (1946년 8월 26일 경상북도 대구 계성중·고등학교 명예 졸업장 수훈)

## 사후
대한민국 정부에서는 고인의 공훈을 기리고자 2000년 6월 6일을 기하여 대통령 표창장을 추서하였다.